# Tropidonophis dolasii
Tropidonophis dolasii är en ormart som beskrevs av Kraus och Allison 2004. Tropidonophis dolasii ingår i släktet Tropidonophis och familjen snokar. Inga underarter finns listade i Catalogue of Life.
Denna orm förekommer på öarna Fergusson och Goodenough som tillhör Papua Nya Guinea. Arten lever i bergstrakter mellan 900 och 1100 meter över havet. Exemplar hittades i regnskogar och den besöker antagligen träskmarker. Födan utgörs främst av grodor. Honor lägger ägg.
Det är inget känt om populationens storlek och möjliga hot. IUCN listar arten med kunskapsbrist (DD).